# Parador de La Gomera
El Parador de La Gomera es un establecimiento hotelero de 4 estrellas, perteneciente a la empresa pública española Paradores de Turismo, situado en el municipio de San Sebastián de La Gomera de la isla española de La Gomera (Santa Cruz de Tenerife, Canarias).

## Descripción

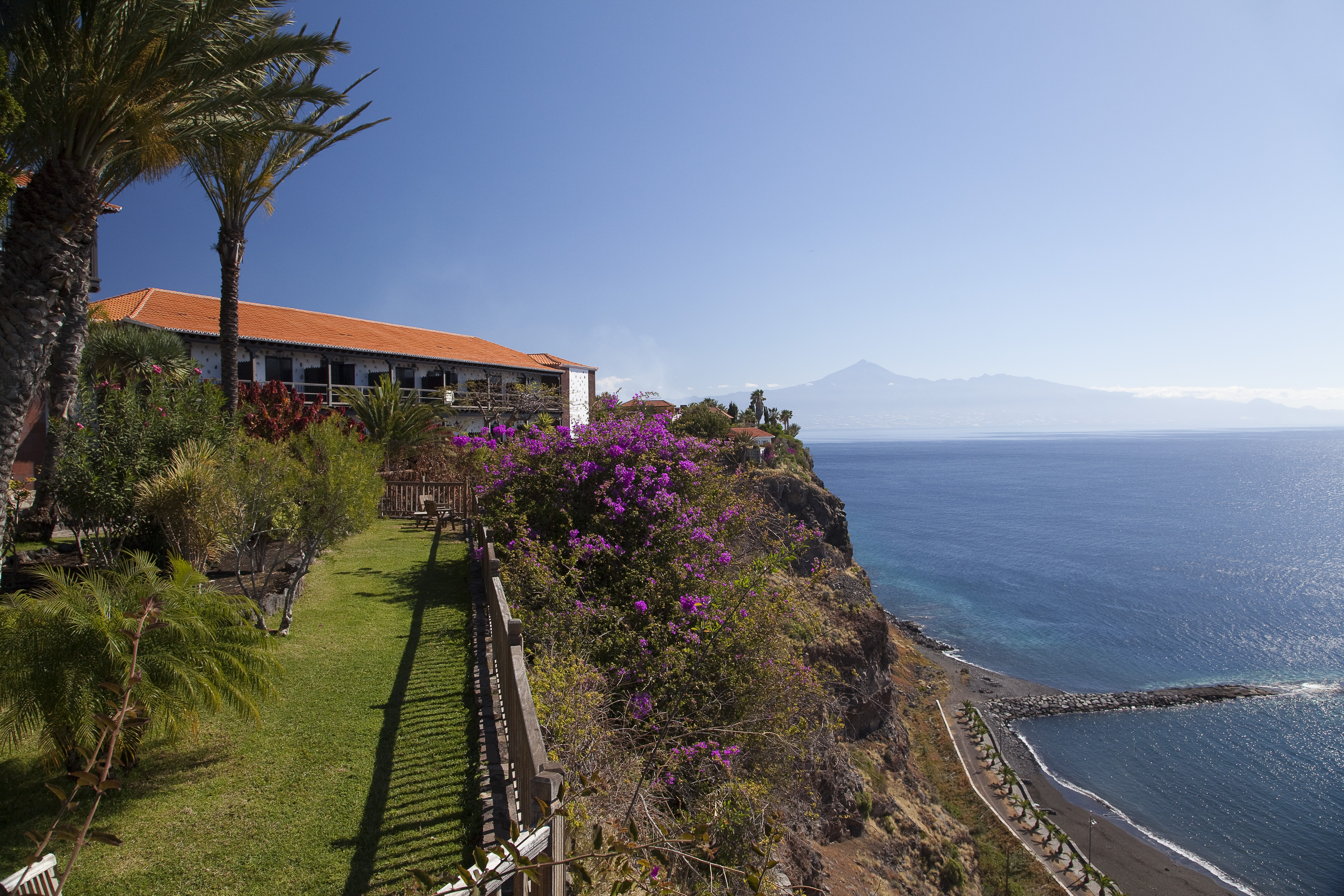
Jardín y vistas desde el Parador de La Gomera.

El Parador de la Gomera se sitúa en el Cerro de La Horca, a unos 60 metros de altura sobre el nivel del mar, desde donde se domina todo el puerto y la ciudad de San Sebastián.
Se trata de un edificio de arquitectura regionalista canaria que sigue los modelos de las casonas coloniales de la nobleza insular, con artesonados de madera y grandes patios llenos de vegetación. 
Un gran atractivo del Parador de La Gomera es su jardín botánico, con especies de cactus endémicas, palmeras y arbustos propios de la Macaronesia. En este espacio existen buenas vistas del Atlántico con el Teide al fondo.
Igualmente el interior del Parador posee una rica decoración y mobiliario de la época colombina, haciendo alusión al paso de Cristóbal Colón por la isla en 1492, antes de partir a las Indias Orientales y el descubrimiento de América. El patrimonio del Parador incluye mobiliario de época, tapices y cuadros de los siglos XVII hasta el XX. 